# Max Regenberg
Max Regenberg (* 1951 in Bremerhaven) ist ein deutscher Fotograf.

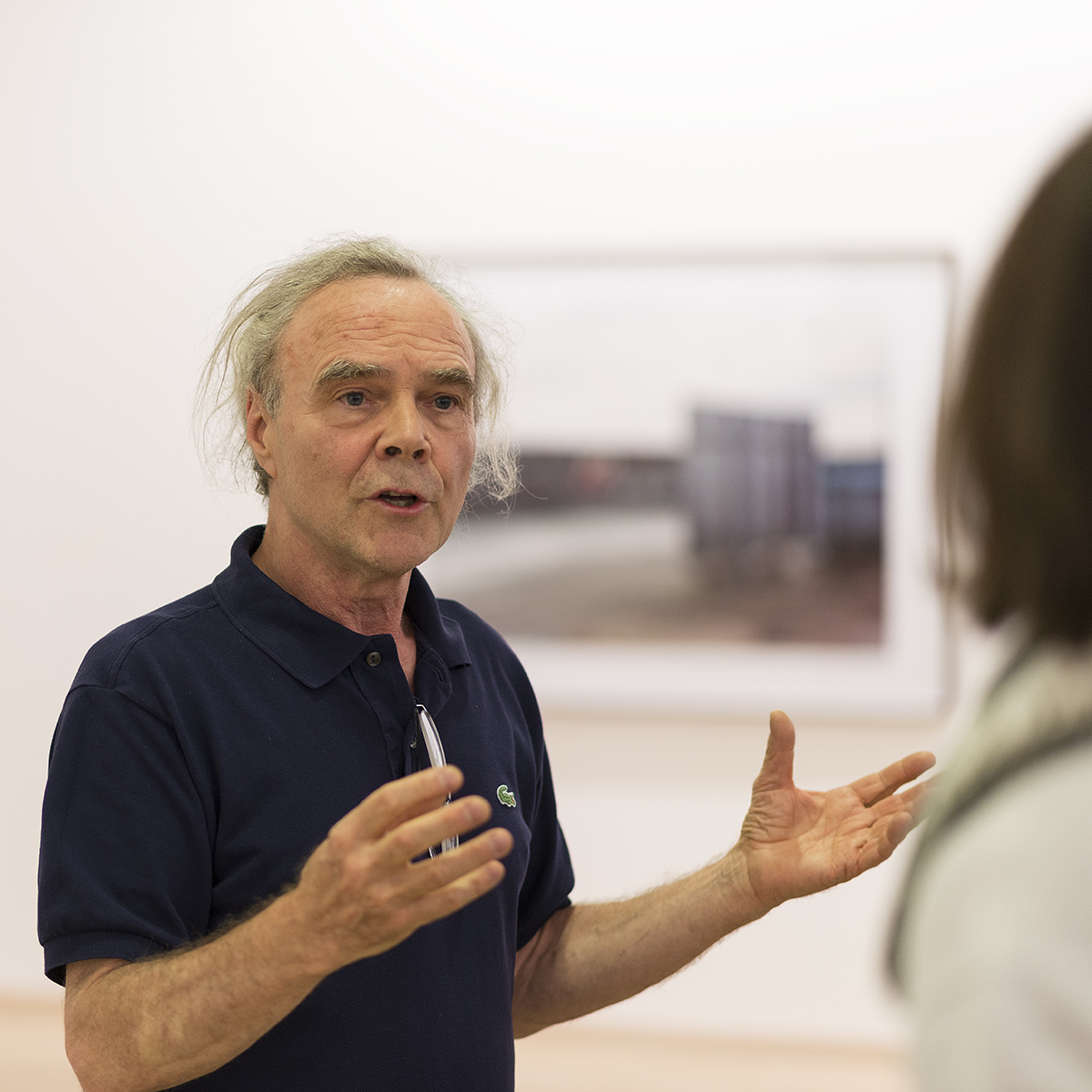
Max Regenberg, Fotograf, in der Photo-Sammlung der SK-Stiftung Köln, 2016

## Leben und Werk
Max Regenberg absolvierte zunächst 1974–1976 eine klassische Ausbildung zum Werbefotografen in Köln. 1977 wanderte er nach Kanada aus und lebte dort einige Jahre. Während seines mehrjährigen Aufenthalts in Nordamerika stieß er anlässlich einer Ausstellung auf das Werk von August Sander, das ihn in seiner künstlerischen Entwicklung stark beeinflusste. Die Begegnung mit der nordamerikanischen Kultur und Medienwelt war schließlich der Auslöser für sein späteres künstlerisches Wirken. Fasziniert von der Bilderflut, begann er Plakate und Werbebotschaften zu fotografieren und zu dokumentieren.
Ab 1980 widmete er sich nach seiner Rückkehr nach Deutschland der Arbeit an der fotografischen dokumentarischen Langzeitstudie „Das menschliche Abbild in der Werbung im öffentlichen Raum“. Er beschäftigt sich in der Studie mit der Erforschung des vornehmlich massenproduzierten, technischen Bildes und seiner Wirkung im öffentlichen Raum.
Seit 1988 ist er als selbständiger Werbefotograf tätig.
Max Regenberg vertritt in seinem Werk eine frei stehende, eigene Position, die seit Jahren immer wieder kontinuierlich um ein Thema kreist: Großflächenplakate im öffentlichen Raum. Für seine eigenen fotografischen Werke dienten ihm vor allem die Vertreter der sogenannten New Topographics und der neuen amerikanischen Farbfotografie wie Robert Adams, Hilla Becher und Joel Sternfeld motivisch und formalästhetisch als Vorlage.
Max Regenberg gehört deshalb zu den wichtigen zeitgenössischen Dokumentarfotografen. Von Sammlern werden seine Plakate wegen ihrer ästhetischen Wirkung und ihres sozialdokumentarischen Wertes geschätzt.
Max Regenberg ist jedoch nicht nur Fotograf von Großplakaten. Er sammelt diese auch selbst. Mittlerweile umfasst seine Sammlung mehr als 6000 Stück solcher Großplakate. Heute lebt und arbeitet er als freier Künstler in Köln.

## Einzelausstellungen
- 2000: Rheinisches Landesmuseum, Bonn[8]
- 2001: Gothaer Kunstforum, Köln[9]
- 2002: Städtische Galerie Iserlohn[9]
- 2003: Museum Schloß Moyland[9]

## Preise
- 2001: Peter-Keetmann-Preis, Hamburg[8]
- 2002: Toyota Fotokunstpreis, Köln[8]